# Limmingsbäcken
Limmingsbäcken är ett naturreservat i Hällefors kommun i Örebro län.
Området är naturskyddat sedan 2015 och är 36 hektar stort. Reservatet består av bäcken och dess omgivande naturskogsartade skog med inslag av små kärr.